# 中国共産党中央組織部
中国共産党中央組織部（ちゅうごくきょうさんとうちゅうおうそしきぶ）は、中国共産党中央委員会に直属し、中国共産党の人事を担当する機構。1924年5月に、中央宣伝部などと共に設立された、党内では最も古い機構の一つ。
地方の優秀な若手党員を中央に抜擢し、党の方針に沿った幹部育成などを行うため、全国の幹部や党員の統計・檔案（身上調査書）などを掌握している。また、引退した党員の世話なども担当している。
中央宣伝部、中央統一戦線部とともに、部長は中央政治局委員から選出される。
各級政府の人事部長は現地の同級党組織部副部長が兼任する。例えば、国務院人事部長は中央組織部の尹蔚民副部長である。
省級党委員会書記の交代には中央組織部常務副部長が立会い、発表されるのが慣例である。2010年4月に新疆ウイグル自治区党委書記が交代した際には、部長である李源潮が副部長に代わってその任を務めた。

## 歴代部長
- 彭真（1949年10月 - 1953年4月）
- 饒漱石（1953年4月 - 1954年4月）
- 鄧小平（1954年4月 - 1956年11月）
- 安子文（1956年11月 - 1966年8月）

注：文化大革命が始まってまもなく、中央組織部は業務停止となった。

- 郭玉峰（1975年6月 - 1977年12月）
- 胡耀邦（1977年12月 - 1978年12月）
- 宋任窮（1978年12月 - 1983年2月）
- 陳野蘋（1983年2月 - 1984年4月）
- 喬石（1984年4月 - 1985年7月）
- 尉健行（1985年7月 - 1987年5月）
- 宋平（1987年5月 - 1989年12月）
- 呂楓（1989年12月 - 1994年10月）
- 張全景（1994年10月 - 1999年3月）
- 曽慶紅（1999年3月 - 2002年10月）
- 賀国強（2002年10月 - 2007年10月）
- 李源潮（2007年10月 - 2012年11月）
- 趙楽際（2012年11月 - 2017年10月）
- 陳希（2017年10月 - 2023年4月）
- 李幹傑 (2023年4月 - 2025年4月)[1]
- 石泰峰（中国語版） (2025年4月 - )[2]